# Longinus von Cardala
Longinus von Cardala (bei Johannes Malalas Λογγῖνος ὀ φαλακρὸς, lat. Longinus Calvus; † 497 bei Tarsus) war ein hoher spätantiker oströmischer Offizier isaurischer Herkunft und Rebell gegen Kaiser Anastasios I.

## Leben
Unter Kaiser Zenon, der selbst Isaurier war, bekleidete Longinus von Cardala seit 484 das hohe Hofamt des magister officiorum. Als Zenon 491 kinderlos starb, wurde dessen Bruder Flavius Longinus (den Euagrios Scholastikos irrtümlich mit Longinus von Cardala gleichsetzt) von der Kaiserwitwe Ariadne bei der Thronfolge übergangen. Dieser beharrte indessen auf seinem Thronanspruch und zettelte in Konstantinopel einen Aufstand der Isaurier an, der jedoch unterdrückt wurde. Anastasios verbannte seinen Rivalen 492 nach Oberägypten. Longinus von Cardala musste mit dem Gros der isaurischen Führungsschicht die Hauptstadt verlassen, setzte aber gemeinsam mit Athenodorus von Kleinasien aus den Widerstand fort.
In Isaurien sammelten Longinus, Athenodorus und der comes Lilingis, ein Halbbruder des Illus, ein etwa 15000 Mann starkes Heer und marschierten gegen die Hauptstadt, wurden aber in der Schlacht von Cotyaeum in Phrygien im Herbst 492 von kaisertreuen Truppen unter der Führung der Heermeister Johannes des Buckligen und Johannes Scytha geschlagen.
Während Lilingis in der Schlacht fiel, gelang es Longinus und Athenodorus, sich in die isaurischen Berge zurückzuziehen und den Kleinkrieg weitere fünf Jahre fortzusetzen. 497 wurden beide von Johannes Scytha gefangen genommen und hingerichtet, ihre auf Lanzen gespießten Köpfe in Tarsus zur Schau gestellt und anschließend nach Konstantinopel geschickt. Scytha wurde daraufhin mit dem Consulat des Jahres 498 ausgezeichnet.